# Biblioteca nazionale della Corea
La Biblioteca nazionale della Corea (국립중앙도서관?, 國立中央圖書館?, Gungnip jung-ang doseogwanLR, Kungnip chung'ang tosŏgwanMR) è stata aperta il 15 ottobre 1945 e si trova nel distretto di Seocho a Seul. Al 28 febbraio 2023 ospitava 13 875 919 opere, di cui 10 049 270 coreane e 1 678 133 straniere, 301 978 testi antichi e 1 846 538 non-libri. Tra essi figurano anche beni appartenenti al tesoro nazionale della Corea.